# SO212i
ムーバ SO212i（ムーバ エス オー にー いち にー アイ）は、ソニー・エリクソン・モバイルコミュニケーションズ（現ソニーモバイルコミュニケーションズ）製のNTTドコモの第二世代携帯電話(mova)端末である。

## 概要
ソニーエリクソンのシンプルな折りたたみ端末。各端末色毎に3種類のカラー着せかえパネルが付属し、好みに応じて簡単にカスタマイズできる。SO504iと同様に、「トロ」が端末内に登場する。着信メロディは40和音。

## 歴史
- 2002年8月30日　テレコムエンジニアリングセンターによる技術基準適合証明の工事設計認証（工事設計認証番号01WAA1037）
- 2002年9月25日　電気通信端末機器審査協会による技術基準適合認定の設計認証（設計認証番号A02-0772JP、J02-0095）
- 2002年11月6日　ドコモから発表
- 2002年11月9日　発売
- 2012年3月31日　movaサービス終了により使用はこの日限りとなる。